# Kreis Flöha
Der Kreis Flöha war ein Landkreis im Bezirk Karl-Marx-Stadt der DDR. Von 1990 bis 1994 bestand er als Landkreis Flöha im Freistaat Sachsen fort. Sein Gebiet liegt heute im Landkreis Mittelsachsen. Der Sitz der Kreisverwaltung befand sich in Flöha.

## Geografie

### Lage
Der Kreis Flöha befand sich im Osten des Bezirks Karl-Marx-Stadt östlich der Bezirkshauptstadt.

### Nachbarkreise
Der Kreis Flöha grenzte im Uhrzeigersinn im Norden beginnend an die Kreise Hainichen, Freiberg, Brand-Erbisdorf, Marienberg, Zschopau und Karl-Marx-Stadt-Land (bis 1953 und ab 1990 Chemnitz-Land) sowie den Stadtkreis Karl-Marx-Stadt (bis 1953 und ab 1990 Chemnitz).

## Geschichte
Der Kreis Flöha ging aus der am 1. Januar 1939 in Landkreis Flöha umbenannten Amtshauptmannschaft Flöha hervor, die am 15. Oktober 1874 gebildet worden war. Zwischen 1948 und 1952 wurde die Anzahl der kreisangehörigen Gemeinden durch Zusammenlegungen und Eingemeindungen von 51 auf 39 verringert. Mit der Kreisreform der DDR am 25. Juli 1952 erfolgte die Bildung der Bezirke und eine Neugliederung der Kreise. Von den 53 Gemeinden des alten Landkreises Flöha kamen
- neun Gemeinden zum neuen Kreis Hainichen:

Bockendorf, Dittersbach, Eulendorf, die Stadt Frankenberg, Irbersdorf, Langenstriegis, Merzdorf, Riechberg und Sachsenburg.
- sieben Gemeinden zum neuen Kreis Zschopau:

Börnichen i. Erzgeb., Gornau, Hohndorf, Krumhermersdorf, Schlösschen, Weißbach und die Stadt Zschopau.
- und 37 zum neuen Kreis Flöha:

Altenhain, Augustusburg, Börnichen b. Oederan, Borstendorf, Braunsdorf, Breitenau, Dittmannsdorf, Eppendorf, Erdmannsdorf, Falkenau, Flöha, Frankenstein, Gahlenz, Görbersdorf, Grünberg, Grünhainichen, Großwaltersdorf, Gunnersdorf, Hartha, Hausdorf, Hennersdorf, Hohenfichte, Kirchbach, Leubsdorf, Lichtenwalde, Marbach, Memmendorf, Mühlbach, Niederlichtenau, Niederwiesa, Oederan, Plaue, Schellenberg, Schönerstadt, Waldkirchen/Erzgeb., Wingendorf und Witzschdorf.
Außerdem kamen noch die beiden Gemeinden Kleinhartmannsdorf aus dem alten Landkreis Freiberg und Oberlichtenau aus dem alten Landkreis Chemnitz zum neuen Kreis Flöha, der damit anfänglich 39 Gemeinden umfasste. 
Damit umfasste der neugebildete Kreis Flöha anfänglich 39 Gemeinden. Am 4. Dezember 1952 wurde die neue Kreiseinteilung nachträglich korrigiert:
- Die Gemeinde Gunnersdorf wechselte in den Kreis Hainichen
- Die beiden Gemeinden Oberlichtenau und Niederlichtenau wechselten in den Kreis Chemnitz-Land
- Die beiden Gemeinden Waldkirchen und Witzschdorf wechselten in den Kreis Zschopau

Dadurch verringerte sich die Anzahl der Gemeinden des Kreises auf 34. In der Folgezeit nahm die Zahl der Gemeinden durch Eingemeindungen weiter ab und betrug bei der Auflösung des Kreises 20:
- 1. Januar 1962 Eingliederung von Plaue in die Stadt Flöha
- 1. Januar 1967 Eingliederung von Hartha und Wingendorf in Frankenstein
- 1. Januar 1974 Eingliederung von Börnichen und Görbersdorf in die Stadt Oederan
- 1. Januar 1974 Eingliederung von Hausdorf in Mühlbach
- 1. Januar 1994 Eingliederung von Memmendorf in Frankenstein
- 1. Januar 1994 Eingliederung von Kirchbach und Schönerstadt in die Stadt Oederan
- 1. Januar 1994 Eingliederung von Altenhain in die Stadt Frankenberg (Landkreis Hainichen)
- 1. Januar 1994 Eingliederung des Ortsteils An der Finkenmühle von Altenhain in die Stadt Flöha
- 1. März 1994 Eingliederung von Hohenfichte, Marbach und Schellenberg in Leubsdorf
- 1. März 1994 Eingliederung von Dittmannsdorf in Gornau/Erzgeb. (Landkreis Zschopau).

Am 17. Mai 1990 wurde der Kreis Flöha in Landkreis Flöha umbenannt. Er existierte bis zur ersten sächsischen Landkreisreform, die am 1. August 1994 in Kraft trat.
Hierbei erfolgte eine Zusammenlegung mit dem Landkreis Freiberg (12 Gemeinden) und dem Landkreis Brand-Erbisdorf (10 Gemeinden) zum neuen Landkreis Freiberg (mit 39 Gemeinden).

## Landrat
Bis 1990 entsprach das Amt dem des Vorsitzenden des Rates des Kreises.
- 31. Mai 1990 bis 31. Juli 1994: Hasso Sollmann (CDU)

## Verkehr
Der Kreis Flöha war durch zwei Fernverkehrsstraßen, die heutigen Bundesstraßen 173 und 180, straßenseitig erschlossen. Bahnseitig dienten die Bahnstrecke Dresden–Werdau sowie die davon abzweigende Bahnstrecke Flöha-Neuhausen für den Personen- und Güterverkehr.

## Bevölkerungsdaten
Bevölkerungsübersicht aller 28 Gemeinden des Kreises, die 1990 in das wiedergegründete Land Sachsen kamen.
| AGS      | Gemeinde            | Einwohner       | Einwohner         | Fläche (ha)       |
| AGS      | Gemeinde            | 3. Oktober 1990 | 31. Dezember 1990 | 31. Dezember 1990 |
| 14024010 | Altenhain           | 291             | 291               | 330               |
| 14024020 | Augustusburg, Stadt | 2.206           | 2.182             | 608               |
| 14024040 | Borstendorf         | 1.922           | 1.884             | 1.449             |
| 14024050 | Braunsdorf          | 494             | 492               | 193               |
| 14024060 | Breitenau           | 985             | 975               | 1.306             |
| 14024070 | Dittmannsdorf       | 748             | 752               | 884               |
| 14024080 | Eppendorf           | 3.854           | 3.829             | 1.355             |
| 14024090 | Erdmannsdorf        | 2.329           | 2.297             | 933               |
| 14024100 | Falkenau            | 2.089           | 2.060             | 909               |
| 14024110 | Flöha, Stadt        | 13.002          | 12.925            | 1.818             |
| 14024120 | Frankenstein        | 747             | 750               | 1.504             |
| 14024130 | Gahlenz             | 1.040           | 1.033             | 1.330             |
| 14024150 | Großwaltersdorf     | 1.166           | 1.163             | 1.225             |
| 14024160 | Grünberg            | 462             | 455               | 530               |
| 14024170 | Grünhainichen       | 1.549           | 1.520             | 540               |
| 14024200 | Hennersdorf         | 357             | 355               | 243               |
| 14024210 | Hohenfichte         | 890             | 871               | 297               |
| 14024220 | Kirchbach           | 241             | 241               | 798               |
| 14024230 | Kleinhartmannsdorf  | 562             | 559               | 788               |
| 14024240 | Leubsdorf           | 1.806           | 1.788             | 1.965             |
| 14024250 | Lichtenwalde        | 948             | 953               | 481               |
| 14024260 | Marbach             | 717             | 714               | 568               |
| 14024270 | Memmendorf          | 396             | 390               | 646               |
| 14024280 | Mühlbach            | 786             | 793               | 1.767             |
| 14024290 | Niederwiesa         | 3.591           | 3.590             | 1.099             |
| 14024300 | Oederan, Stadt      | 6.586           | 6.563             | 1.659             |
| 14024310 | Schellenberg        | 749             | 749               | 616               |
| 14024320 | Schönerstadt        | 383             | 384               | 491               |
| 14024000 | Landkreis Flöha     | 50.896          | 50.558            | 26.333            |

## Kfz-Kennzeichen
Den Kraftfahrzeugen (mit Ausnahme der Motorräder) und Anhängern wurden von etwa 1974 bis Ende 1990 dreibuchstabige Unterscheidungszeichen, die mit den Buchstabenpaaren TE und XE begannen, zugewiesen. Die letzte für Motorräder genutzte Kennzeichenserie war XG 40-01 bis XG 70-00.
Anfang 1991 erhielt der Landkreis das Unterscheidungszeichen FLÖ. Es wurde bis zum 31. Juli 1994 ausgegeben. Seit dem 9. November 2012 ist es im Landkreis Mittelsachsen erhältlich.